# Patineur Grotesque
Patineur Grotesque és una pel·lícula d'un patinador de rodes còmic.
Marius Sestier va filmar l'acte còmic al Prince Alfred Park a la zona sud de Sydney-Redfern el 1896. La pel·lícula no es va estrenar fins al 1897 a Lió, França. La pel·lícula figurava al catàleg original dels germans Lumière com a Lumière N°117 i N°73 en un catàleg més recent.
Sestier juntament amb Henry Walter Barnett havien fet aproximadament 19 pel·lícules a Sydney i Melbourne entre octubre i novembre de 1896, essent aquestes les primeres pel·lícules gravades a Austràlia.